# 沃爾納特鎮區 (密蘇里州亞代爾縣)
沃爾納特鎮區（英語：Walnut Township）是位於美國密蘇里州亞代爾縣的一個行政鎮區。

## 地方資料
沃爾納特鎮區的面積為134.89平方千米，當中陸地面積為134.88平方千米，而水域面積為0.01平方千米。根據2020年美國人口普查的數據，當地共有人口219人，而人口密度為每平方千米1.62人。